# Alfred Blaschko
Alfred Blaschko (Freienwalde an die Oder (Brandenburg), 4 de març de 1858 - Berlin, 26 de març de 1922) era un dermatòleg alemany. El 1881 va obtenir el doctorat en medicina a Berlín, va treballar amb Georg Wegner (1843-1917) a Stettin i posteriorment va obrir un consultori dermatològic privat a Berlín.

## Línies de Blasckho
L'any 1901 va proposar un sistema de línies que no es correlacionaven amb cap patró vascular, nerviós o limfàtic i eren seguides per diverses dermatosis nevoides i adquirides, anomenades Línies de Blasckho en honer seu. Es presenten en diverses malalties dermatològiques. Són invisibles a la pell normal. Indiquen els moviments de la proliferació transversal de cèl·lules precursores de l'epidermis i la seva migració durant l'embriogènesis, siguin patrons específics.

### Processos que segueixen les línies de Blaschko
- Nevus epidèrmic
- Nevus poroqueratòsic del ducte eccrí[3]
- Nevus sebaci de Jadasshon
- Poroqueratosis de Mibelli lineal
- Hipomelanosis de Ito
- Epidermolisis hiperqueratòsica lineal
- Nevus comedònicus lineal[4]